# Písně otroka
Kniha Písně otroka od Svatopluka Čecha byla vydána roku 1895. Byla velice populární: během pouhých osmi měsíců roku 1895 byla vydána celkem třiadvacetkrát. Obsahuje 23 zpěvů odehrávajících se v tropech. Je alegorií podrobeného národa Čechů, měla působit jako povzbuzení utlačovaným, jako výzva k boji. Je velmi emotivní, postavení otroka je zde vylíčeno věrně a přesvědčivě.

## Děj
V prvním zpěvu přichází mezi otroky po práci jejich druh, otrok – pěvec. Nechce zpívat o květech ani dívkách, ani veselé historky či dávné hrdinství. Chce zpívat o utrpení otroků.
Ve dvou následujících zpěvech líčí svůj těžký život a pocity, jaké jsou vlastní každému otroku.
Ve čtvrtém zpěvu si otroci matně potají vzpomínají, že jejich předkové byli kdysi volní.
V následujících pěti zpěvech popisuje otrocké poměry: Otroci nemají práva ani zastání. Mluví jinou řečí než jejich páni, kterým se jejich jazyk protiví. Otrokáři na ospravedlnění svých činů používají slova jako víra, právo, zvyk, mrav, osvěta a pravda. Jejich vlastní děti nepatří jim, ale jejich pánům. Musí bojovat proti jiným otrokům, svým bratrům, a páni, pro které bojují, jsou mezitím v bezpečí. Když se vrátí vítězně z bitvy, vezmou jim zbraně a znovu pošlou pracovat.
Jedenáctým zpěvem popisuje, že nechce zahálet, že by rád pracoval, kdyby si mohl prací zlepšit život.
V dalších dvou zpěvech vyjadřuje své pohrdání nad otroky, kteří podlézají svým trapičům a jsou hrdí když je dávají za vzor.
Ve čtrnáctém zpěvu se oddává snění, ale když zvedne ruce k obloze, řinkot vlastních okovů ho vrátí do reality.
Patnáctý zpěv je nejdelší. Vzpomíná na svůj útěk a život v pustině s další uprchlou otrokyní. Byla to nejkrásnější část jeho života. Ale byli odhaleni. Jeho družka byla zabita a on odvlečen zpět.
Další zpěvy jsou velmi odbojné a vzdorné. Popisují význam slova svoboda z pohledu otroka, nenávist k otrokářům, kteří jim přikázali uctívat cizí bohy a jejich strach ze vzpoury, když slyší řinčení tisíce pout.
Poslední zpěvy vyjadřují naději. Popisuje osud jednoho otroka, který se vzepřel a zažehl odpor v srdcích všech. Nabádá k jednotě, protože vidí, jak si navzájem škodí roztříštěností snah. Věští, že přijde krutá válka, po jejímž skončení bude mít svět nový řád, ve kterém si budou všichni lidé rovni.

## Dílo dostupné online
- ČECH, Svatopluk. Písně otroka. 4. vyd. Praha: F. Topič, 1895. 78 s. Dostupné online.